# Ghercești (gmina)
Ghercești – gmina w Rumunii, w okręgu Dolj. Obejmuje miejscowości Gârlești, Ghercești, Luncșoru, Ungurenii Mici i Ungureni. W 2011 roku liczyła 1690 mieszkańców.